# Paulo Conrado
Paulo Conrado do Carmo Sardin (* 18. Juli 1991 in Campinas), auch als Conrado bekannt, ist ein brasilianischer Fußballspieler.

## Karriere
Paulo Conrado begann seine Karriere beim Paulínia FC in Paulínia. Bis 2017 spielte er für Grêmio Novorizontino, CA Linense, Trindade AC, Avaí FC, CA Bragantino und Tombense FC. Mitte 2016 wurde er von Tombense FC auf Leihbasis nach Japan zum AC Nagano Parceiro ausgeliehen. Der Verein aus Nagano spielte in der dritten Liga, der J3 League. Ende 2016 kehrte er nach Brasilien zurück und schloss sich dem EC Novo Hamburgo aus Novo Hamburgo an. Der Club spielte in der Campeonato Brasileiro de Futebol – Série D, der vierten und niedrigste Spielklasse im Ligasystem von Brasilien. Im Juli 2018 unterschrieb er einen Vertrag bei FC Zaria Bălți in der Republik Moldau. Mit dem Verein aus Bălți spielte er in der zweiten Liga, der Divizia A. Nach 6 Monaten verließ er Bălți und ging nach Thailand. Hier unterschrieb er einen Vertrag bei Khon Kaen United FC, einem Drittligisten aus Khon Kaen. Mit dem Club wurde er 2019 Meister der Thai League 3 – Upper Region und stieg somit in die zweite Liga auf. In der Saison 2020/21 wurde er mit Khon Kaen Tabellenvierter und qualifizierte sich für die Aufstiegsspiele zur zweiten Liga. Hier konnte man sich im Endspiel gegen den Nakhon Pathom United FC durchsetzen und stieg somit in die zweite Liga auf. Mit 25 Toren wurde er in der Saison 2020/21 Torschützenkönig. Nach der Saison wurde sein Vertrag aufgrund hoher Gehaltsforderungen durch Conrado nicht verlängert. Im Juni 2021 unterschrieb der Stürmer einen Vertrag beim Erstligaabsteiger Trat FC. Für den Klub aus Trat erzielte er 17 Tore in 29 Zweitligaspielen. Zu Beginn der Saison 2022/23 wechselte er in die erste Liga. Hier schloss er sich dem BG Pathum United FC an. Nach der Hinserie wechselte er im Januar 2023 nach Vietnam. Hier schloss er sich dem Erstligisten FC Thanh Hóa aus Thanh Hóa an. Am 20. August 2023 stand er mit Thanh Hóa im Endspiel des vietnamesischen Pokals. Hier besiegte man den Erstligisten Viettel FC im Elfmeterschießen. Das Spiel um den vietnamesischen Supercup gewann er mit Thanh Hóa am 6. Oktober 2023 gegen den vietnamesischen Meister Công An Hà Nội FC mit 3:1. Nach der Saison wechselte er im Oktober 2023 zum Erstligaaufsteiger Quảng Nam FC. Für den Verein aus Tam Kỳ bestritt er 26 Ligaspiele. Hierbei erzielte er fünf Treffer. Im August 2024 kehrte er nach Thailand zurück. Hier nahm ihn der Erstligaaufsteiger Nongbua Pitchaya FC aus Nong Bua Lamphu unter Vertrag.  Am Ende der Saison 2024/25 belegte er mit Nongbua den 14. Tabellenplatz und musste somit in die zweite Liga absteigen. Am 30. April 2025 gab er seinen Abschied von Nongbua bekannt.

## Erfolge
Khon Kaen United FC
- Thai League 3 – Upper Region: 2019  ▲

FC Thanh Hóa
- Vietnamesischer Pokalsieger: 2023
- Vietnamesischer Supercup-Sieger: 2023

## Auszeichnungen
Thai League 2
- Torschützenkönig: 2020/21